# Маркус Зитикус фон Хоенемс (Залцбург)
Маркус Зитикус фон Хоенемс (на немски: Markus Sittikus von Hohenems; * 24 юни 1574, Хоенемс; † 9 октомври 1619, Залцбург) е австрийски граф от род Хоенемс в Западна Австрия, княжески архиепископ на Залцбург (1612 – 1619).

## Живот
Той е син (четвъртото дете) на имперски граф Якоб Ханибал I фон Хоенемс (1530 – 1587) и съпругата му Ортензия Боромео (1550 – 1578), полусестра на кардинал Свети Карло Боромео (1538 – 1584), архиепископ на Милано, дъщеря на граф Гиберто Боромео ди Арона (1511 – 1558) и Тадея дал Верме. Племенник е на кардинал Маркус Зитикус фон Хоенемс (1530 – 1595), епископ на Констанц (1561 – 1589), който през 1587 г. поема опекунството над Маркус Зитикус и братята и сестрите му.
На 13 години Маркус Зитикус получава от чичо си място като каноник в Констанц. От 23 септември 1601 до 24 септември 1602 г. той е една година при чичо си Волф Дитрих фон Райтенау в Залцбург.
На 31 август 1604 г. Маркус Зитикус става домпропст в Констанц. През 1604 г. пътува до Рим и през 1605 г. става каноник в катедралния капител в Аугсбург.
През 1611 г. той затваря чичо си Волф Дитрих фон Райтенау, архиепископ на Залцбург (1587 – 1612), в крепостта Хоензалцбург и през 1617 г. го погребва тържествено в „гробището Себастиан“ в Залцбург.
Маркус Зитикус е избран на 18 март 1612 г. на 37 години за архиепископ на Залцбург и на 18 юни 1612 г. е помазан. През септември 1612 г. той е ръкоположен за свещеник и на 7/8 октомври 1612 г. поема службата си епископ и архиепископ на Залцбург.
На 20 септември 1616 г. Маркус Зитикус основава гимназията „Карло Боромео“ в Ст. Петер, която по-късно става университет. На 16 юли 1619 г. той посреща Фердинанд II, който е на път за Франкфурт на Майн, където трябва да бъде избран за император.
Той умира на 45 години на 9 октомври 1619 г. в Залцбург и е погребан в катедралата на Залцбург.